# Pojezierze Suwalskie
Pojezierze Suwalskie – polska część Pojezierza Litewskiego, rozciągającego się na południowy zachód od granicy z Litwą. Odrębność tego terenu polega na innym kierunku ułożenia form polodowcowych ostatniego zlodowacenia, większym kontynentalizmie klimatu oraz innym położeniu hydrograficznym.
Pojezierze Suwalskie nie jest formalną jednostką podziału fizycznogeograficznego Polski. Nazwą tą określane są wspólnie dwa mezoregiony: Pojezierze Zachodniosuwalskie i Pojezierze Wschodniosuwalskie (niekiedy jest nazywane Pojezierzem Sejneńskim). 

## Charakterystyka
Pojezierze Suwalskie graniczy od północnego zachodu z Puszczą Romincką, od zachodu z Wzgórzami Szeskimi, od południowego zachodu z Pojezierzem Ełckim, a od południa z Równiną Augustowską, która bywa nazywana Pojezierzem Suwalsko-Augustowskim lub Augustowsko-Suwalskim.  
Pojezierze Suwalskie leży w dorzeczu Niemna. Spośród około 250 jezior powyżej jednego hektara większość jest jeziorami rynnowymi. Spotyka się także jeziora morenowe, owalne, charakteryzujące się nieregularną linią brzegową. Większość jezior odznacza się czystymi wodami. Pod względem troficznym występują tutaj jeziora oligotroficzne, eutroficzne i dystroficzne. Mimo że większość jezior Pojezierza Suwalskiego należy do zbiorników płytkich, to właśnie tutaj znajdują się dwa z najgłębszych jezior w kraju – Hańcza i Wigry. Do najpiękniejszych pod względem krajobrazowych zaliczane są jeziora: Wigry, Szelment Wielki, Boczne, Rospuda Filipowska. 
Różnice klimatyczne zadecydowały o odmienności geobotanicznej Pojezierza Litewskiego od innych makroregionów. Pojezierze Suwalskie ma wiele północnych cech klimatycznych z Pojezierzem Litewskim. We florze dominują gatunki borealne, subborealne oraz arktyczne i subarktyczne. W średniowieczu obszar pojezierza pokryty był niemal w całości lasami, w których do schyłku XIII w. znajdowały się osady Jaćwingów zwanych też Sudawami. Na przełomie XV i XVI w. lasy zostały podzielone na mniejsze jednostki administracyjne, zwane puszczami. Na obszarze pojezierza znalazła się częściowo Puszcza Merecka, Przełomska, Perstuńska i Berżnicka. Wtedy też rozpoczęła się kolonizacja obszaru i wycinka lasów. Obecnie brak jest większych kompleksów leśnych. Jedynie okolice Wigier i Puszcza Augustowska tworzą zwarty i duży obszar leśny.

## Ukształtowanie powierzchni
Ukształtowanie powierzchni Pojezierza Suwalskiego jest związane z działalnością najmłodszego na naszych ziemiach lądolodu zlodowacenia bałtyckiego – stadiału pomorskiego i fragmentarycznie fazy Wigier tego zlodowacenia. Charakterystyczne są różnice wysokości, czyli deniwelacje, których nie potrafiły złagodzić nawet późniejsze procesy niszczenia – erozja i denudacja. Zaobserwowano tu jedynie dwa krótkotrwałe cykle niszczenia: w strefie peryglacjalnej i w okresie polodowcowym (holoceńskim).